# Houssik II de Manazkert
Houssik II (ou parfois Chahak) de Manazkert ou Manazkertsi (en arménien Հուսիկ Բ Մանազկերտցի) est catholicos d'Arménie de 373 à 377.

## Biographie
Houssik appartient à la seconde famille ecclésiale arménienne (la première étant celle de Grégoire l'Illuminateur), descendant d'Albanios de Manazkert. Il est parfois confondu avec Chahak Tchounak (catholicos non consacré lors de l'éloignement de Nersès Ier), quoique de manière peu vraisemblable au vu de ses origines.
Après avoir fait empoisonner le catholicos Nersès Ier en 373, le roi Pap d'Arménie fait de Houssik le nouveau catholicos. Ce faisant, il ne sollicite pas l'approbation traditionnelle de l'archevêque de Césarée de Cappadoce (ou il en ignore la protestation), lequel archevêque, Basile de Césarée, refuse en représailles et en raison de l'assassinat de Nersès Ier de consacrer le nouveau catholicos et lui interdit de procéder à l'ordination de nouveaux évêques.
Houssik II meurt en 377, et son parent Zaven de Manazkert lui succède.